# Fahd Youssef
Fahd Youssef (en árabe: فَهْد يُوسُف‎; Qamishli, Siria, 15 de mayo de 1987) es un futbolista de Siria que juega en la posición de extremo. Desde 2021 juega en el Al-Shorta SC de la Liga Premier de Irak.

## Carrera

### Club
| Periodo   | Club                  |
| --------- | --------------------- |
| 2006–2011 | Al-Jihad SC           |
| 2011–2015 | That Ras Club         |
| 2015–2017 | Al-Jazeera Club       |
| 2017–2018 | Al-Wehdat SC          |
| 2018–2019 | Al-Sailiya SC         |
| 2019–2021 | Al-Wehdat SC          |
| 2019–2020 | → Hutteen SC (cedido) |
| 2021–     | Al-Shorta SC          |

### Selección nacional
Debutó con Siria en 2014 y ha jugado en dos ediciones de la Copa Asiática.

## Logros

### Club
- Iraqi Premier League: 2021–22, 2022–23
- Iraqi Super Cup: 2022

### Individual
- Jugador del Mes de la Iraqi Premier League: octubre 2022